# Moanda
Moanda er en by i det sydøstlige Gabon med et indbyggertal på cirka 23.000. Byen er er kendt for sine store manganminer, der danner grundlag for byens beskæftigelse.